# 宮崎県の廃止市町村一覧
宮崎県の廃止市町村一覧（みやざきけんのはいししちょうそんいちらん）は、宮崎県における市制・町村制施行（1889年5月1日）後に、市町村合併や他の自治体に統合されることなどにより廃止した市町村の一覧である。単なる名称の変更は対象としない。
- 町村が「町制」・「市制」を施行し町・市となるケース
  - 「市町村」以外の表記名を変更しなかった自治体は一覧に含まれない。（例：えびの町 → えびの市）
  - 町制・市制を施行した際に名称を変更した場合も一覧に含まれない。
- 市町村が名称変更した場合は一覧に含まれない。
- 所属郡が変更になった場合は一覧に含まれない。
- 市町村合併で廃止した市町村のケース
  - 編入合併した場合の、存続市町村は廃止に当たらないので一覧に含まれない。
  - 編入合併した場合の、廃止した市町村は一覧に含まれる。
  - 新設合併した場合の、廃止した市町村は一覧に含まれる。
  - 新設合併した場合の、名称が残った市町村も一覧に含まれる。（例：旧・小林市 → 新・小林市）
- 分割や分立をしたケース
  - 分割で廃止した市町村は一覧に含まれる。
  - 分立で存続した市町村は一覧に含まれない。（例：野尻村一部 → 紙屋村。野尻村は存続）

| 年            | 市の数 | 町の数 | 村の数 | 市町村数 |
| ------------- | ------ | ------ | ------ | -------- |
| 1888年        |        |        |        | 393      |
| 1889年5月1日  | 0      | 5      | 95     | 100      |
| 1950年5月3日  | 5      | 23     | 58     | 86       |
| 1962年4月1日  | 8      | 26     | 16     | 50       |
| 2000年1月1日  | 9      | 28     | 7      | 44       |
| 2010年3月23日 | 9      | 14     | 3      | 26       |

## 1899年以前
- 宮崎郡北清武村 （1891年7月4日）宮崎郡清武村新設のため
- 宮崎郡南清武村 （1891年7月4日）宮崎郡清武村新設のため

## 1900年～1919年
この20年間に県内に廃止市町村なし

## 1920年～1929年
- 宮崎郡宮崎町 （1924年4月1日）宮崎市新設のため
- 宮崎郡大淀町 （1924年4月1日）宮崎市新設のため
- 宮崎郡大宮村 （1924年4月1日）宮崎市新設のため

## 1930年～1939年
- 東臼杵郡（旧）延岡町 （1930年4月1日）東臼杵郡延岡町新設のため
- 東臼杵郡恒富村 （1930年4月1日）東臼杵郡延岡町新設のため
- 東臼杵郡岡富村 （1930年4月1日）東臼杵郡延岡町新設のため
- 宮崎郡檍村 （1932年4月20日）宮崎市に編入のため
- 北諸県郡五十市村 （1936年5月20日）都城市に編入のため
- 北諸県郡沖水村 （1936年5月20日）都城市に編入のため
- 東臼杵郡伊形村 （1936年10月25日）延岡市に編入のため
- 東臼杵郡東海村 （1936年10月25日）延岡市に編入のため
- 東臼杵郡細島町 （1937年10月1日）東臼杵郡富島町新設のため
- 東臼杵郡富高町 （1937年10月1日）東臼杵郡富島町新設のため
- 児湯郡上江村 （1938年10月1日）児湯郡高鍋町に編入のため

## 1940年～1949年
- 宮崎郡赤江町 （1943年4月1日）宮崎市に編入のため

## 1950年～1959年
- 南那珂郡油津町 （1950年1月1日）日南市新設のため
- 南那珂郡飫肥町 （1950年1月1日）日南市新設のため
- 南那珂郡吾田町 （1950年1月1日）日南市新設のため
- 南那珂郡東郷村 （1950年1月1日）日南市新設のため
- 西臼杵郡七折村 （1951年1月1日）西臼杵郡日の影町新設のため
- 西臼杵郡岩井川村 （1951年1月1日）西臼杵郡日の影町新設のため
- 南那珂郡（旧）福島町 （1951年1月1日）南那珂郡福島町新設のため
- 南那珂郡北方村 （1951年1月1日）南那珂郡福島町新設のため
- 東諸県郡倉岡村 （1951年3月25日）宮崎市に編入のため
- 宮崎郡青島村 （1951年3月25日）宮崎市に編入のため
- 宮崎郡木花村 （1951年3月25日）宮崎市に編入のため
- 宮崎郡瓜生野村 （1951年3月25日）宮崎市に編入のため
- 東臼杵郡富島町 （1951年4月1日）日向市新設のため
- 東臼杵郡岩脇村 （1951年4月1日）日向市新設のため
- 南那珂郡福島町 （1954年11月3日）串間市新設のため
- 南那珂郡大束村 （1954年11月3日）串間市新設のため
- 南那珂郡市木村 （1954年11月3日）串間市新設のため
- 南那珂郡本城村 （1954年11月3日）串間市新設のため
- 南那珂郡都井村 （1954年11月3日）串間市新設のため
- 児湯郡美々津町 （1955年1月1日）日向市に編入のため
- 西諸県郡野尻村 （1955年2月11日）西諸県郡野尻町新設のため
- 西諸県郡紙屋村 （1955年2月11日）西諸県郡野尻町新設のため
- 南那珂郡細田町 （1955年2月11日）日南市に編入のため
- 南那珂郡鵜戸村 （1955年2月11日）日南市に編入のため
- 児湯郡妻町 （1955年4月1日）児湯郡西都町新設のため
- 児湯郡上穂北村 （1955年4月1日）児湯郡西都町新設のため
- 東臼杵郡南方村 （1955年4月1日）延岡市に編入のため
- 東臼杵郡南浦村 （1955年4月1日）延岡市に編入のため
- 東諸県郡（旧）高岡町 （1955年4月1日）東諸県郡高岡町新設のため
- 東諸県郡穆佐村 （1955年4月1日）東諸県郡高岡町新設のため
- 宮崎郡（旧）佐土原町 （1955年4月1日）宮崎郡佐土原町新設のため
- 宮崎郡那珂村 （1955年4月1日）宮崎郡佐土原町新設のため
- 南那珂郡酒谷村 （1956年4月1日）日南市に編入のため
- 南那珂郡榎原村 （1956年4月1日）日南市・南那珂郡南郷町に分割編入のため
- 北諸県郡庄内町 （1956年7月15日）北諸県郡荘内町新設のため
- 北諸県郡西岳村 （1956年7月15日）北諸県郡荘内町新設のため
- 西臼杵郡鞍岡村 （1956年8月1日）西臼杵郡五ヶ瀬町新設のため
- 西臼杵郡三ヶ所村 （1956年8月1日）西臼杵郡五ヶ瀬町新設のため
- 西臼杵郡（旧）高千穂町 （1956年9月30日）西臼杵郡高千穂町新設のため
- 西臼杵郡田原村 （1956年9月30日）西臼杵郡高千穂町新設のため
- 西臼杵郡岩戸村 （1956年9月30日）分割し、西臼杵郡高千穂町新設・西臼杵郡日の影町（即日改称、日之影町）に編入のため
- 東諸県郡本庄町 （1956年9月30日）東諸県郡国富町新設のため
- 東諸県郡八代村 （1956年9月30日）東諸県郡国富町新設のため
- 北諸県郡志和池村 （1957年3月1日）都城市に編入のため
- 東諸県郡木脇村 （1957年3月31日）東諸県郡国富町に編入のため
- 宮崎郡住吉村 （1957年10月1日）宮崎市に編入のため
- 児湯郡都於郡村 （1958年4月1日）児湯郡西都町編入のため
- 児湯郡三納村 （1958年4月1日）児湯郡西都町編入のため
- 宮崎郡（旧）佐土原町 （1958年4月1日）宮崎郡佐土原町新設のため
- 宮崎郡広瀬町 （1958年4月1日）宮崎郡佐土原町新設のため
- 児湯郡新田村 （1959年3月31日）児湯郡新富町新設のため
- 児湯郡富田村 （1959年3月31日）児湯郡新富町新設のため

## 1960年～1969年
- 児湯郡三財村 （1962年4月1日）西都市に編入のため
- 児湯郡東米良村 （1962年4月1日）児湯郡木城村・児湯郡西都市に分割編入のため
- 宮崎郡生目村 （1963年4月1日）宮崎市に編入のため
- 北諸県郡荘内町 （1965年4月1日）都城市に編入のため
- 西諸県郡飯野町 （1966年11月3日）西諸県郡えびの町新設のため
- 西諸県郡加久藤町 （1966年11月3日）西諸県郡えびの町新設のため
- 西諸県郡真幸町 （1966年11月3日）西諸県郡えびの町新設のため
- 北諸県郡中郷村 （1967年3月3日）都城市に編入のため
- 西臼杵郡上野村 （1969年4月1日）西臼杵郡高千穂町に編入のため

## 1970年～1999年
この30年間に県内に廃止市町村なし

## 2000年～2009年
- 旧・都城市 （2006年1月1日）都城市新設のため
- 北諸県郡高崎町 （2006年1月1日）都城市新設のため
- 北諸県郡高城町 （2006年1月1日）都城市新設のため
- 北諸県郡山田町 （2006年1月1日）都城市新設のため
- 北諸県郡山之口町 （2006年1月1日）都城市新設のため
- 東臼杵郡南郷村 （2006年1月1日）東臼杵郡美郷町新設のため
- 東臼杵郡西郷村 （2006年1月1日）東臼杵郡美郷町新設のため
- 東臼杵郡北郷村 （2006年1月1日）東臼杵郡美郷町新設のため
- 東諸県郡高岡町 （2006年1月1日）宮崎市に編入のため
- 宮崎郡田野町 （2006年1月1日）宮崎市に編入のため
- 宮崎郡佐土原町 （2006年1月1日）宮崎市に編入のため
- 東臼杵郡北方町 （2006年2月20日）延岡市に編入のため
- 東臼杵郡北浦町 （2006年2月20日）延岡市に編入のため
- 東臼杵郡東郷町 （2006年2月25日）日向市に編入のため
- 旧・小林市 （2006年3月20日）小林市新設のため
- 西諸県郡須木村 （2006年3月20日）小林市新設のため
- 東臼杵郡北川町 （2007年3月31日）延岡市に編入のため
- 旧・日南市 （2009年3月30日）日南市新設のため
- 南那珂郡北郷町 （2009年3月30日）日南市新設のため
- 南那珂郡南郷町 （2009年3月30日）日南市新設のため

## 2010年～
- 宮崎郡清武町 （2010年3月23日）宮崎市に編入のため
- 西諸県郡野尻町 （2010年3月23日）小林市に編入のため